# Jachtowy sternik morski

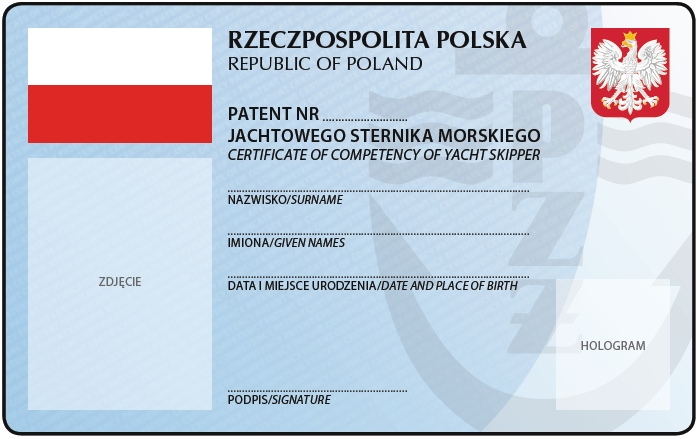
awers patentu jachtowego sternika morskiego z 2013 roku.

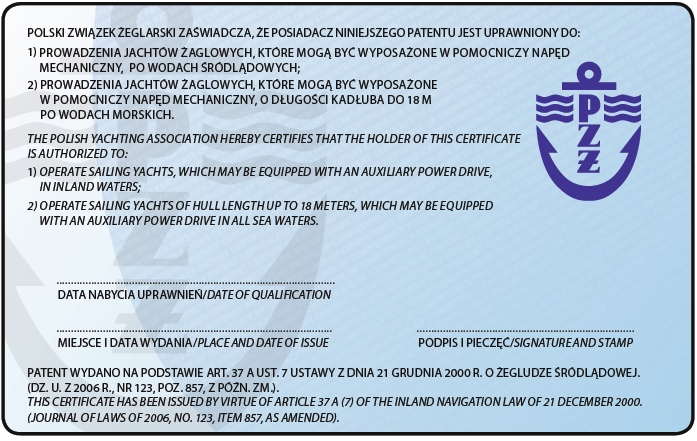
rewers patentu jachtowego sternika morskiego z 2013 roku.

Jachtowy sternik morski – drugi z trzech patentów żeglarskich w Polsce.

## Wymagania
- ukończenie 18. roku życia,
- odbycie co najmniej dwóch rejsów po wodach morskich w łącznym czasie co najmniej 200 godzin żeglugi,
- zdanie egzaminu z wymaganej wiedzy i umiejętności.

## Uprawnienia
- prowadzenie jachtów żaglowych bez lub z pomocniczym napędem mechanicznym po wodach śródlądowych,
- prowadzenie jachtów żaglowych bez lub z pomocniczym napędem mechanicznym o długości kadłuba do 18 m po wodach morskich.

Dodatkowo patent ten (na podstawie § 13 ust 2. rozporządzenia) daje uprawnienia motorowodnego sternika morskiego.

## Podstawa prawna
- Ustawa z 21 grudnia 2000 r. o żegludze śródlądowej (Dz.U. z 2025 r. poz. 18) (art. 37a)
  - Rozporządzenie Ministra Sportu i Turystyki z 9 kwietnia 2013 r. w sprawie uprawiania turystyki wodnej (Dz.U. z 2013 r. poz. 460)